# Tinsel Dome
Tinsel Dome är en bergstopp i Antarktis. Den ligger i Västantarktis. Argentina, Chile och Storbritannien gör anspråk på området. Toppen på Tinsel Dome är 700 meter över havet.
Terrängen runt Tinsel Dome är varierad. Trakten är obefolkad. Det finns inga samhällen i närheten. 